# Taylor Creek
Taylor Creek és una concentració de població designada pel cens dels Estats Units a l'estat de Florida. Segons el cens del 2000 tenia 4.289 habitants.

## Demografia
Segons el cens del 2000, Taylor Creek tenia 4.289 habitants, 2.022 habitatges, i 1.277 famílies. La densitat de població era de 414 habitants/km².
Dels 2.022 habitatges en un 14,7% hi vivien nens de menys de 18 anys, en un 52,4% hi vivien parelles casades, en un 6,6% dones solteres, i en un 36,8% no eren unitats familiars. En el 29,6% dels habitatges hi vivien persones soles el 16,2% de les quals corresponia a persones de 65 anys o més que vivien soles. El nombre mitjà de persones vivint en cada habitatge era de 2,12 i el nombre mitjà de persones que vivien en cada família era de 2,54.
Per edats la població es repartia de la següent manera: un 14,6% tenia menys de 18 anys, un 5,9% entre 18 i 24, un 18,2% entre 25 i 44, un 28,1% de 45 a 60 i un 33,1% 65 anys o més.
L'edat mediana era de 55 anys. Per cada 100 dones de 18 o més anys hi havia 101 homes.
La renda mediana per habitatge era de 24.919 $ i la renda mediana per família de 28.260 $. Els homes tenien una renda mediana de 23.810 $ mentre que les dones 22.500 $. La renda per capita de la població era de 16.754 $. Entorn del 10,1% de les famílies i el 15,2% de la població estaven per davall del llindar de pobresa.

## Poblacions més properes
El següent diagrama mostra les poblacions més properes.